# 脳梁膨大後部皮質
脳梁膨大後部皮質（のうりょうぼうだいこうぶひしつ、英: Retrosplenial region）は、帯状皮質の一部の脳領域である。この領域はブロードマンの脳地図における 26 野、 29 野、 30 野として定義される。

## 機能
脳梁膨大後部皮質は視床前核と海馬の両方に相互的な接続を持っている。ヒトにおける fMRI 研究により、帯状皮質の後部領域はエピソード情報の想起に関係するとされている。脳梁膨大後部皮質は、その障害が前向性健忘を引き起こす領域の 1 つである.

## 画像

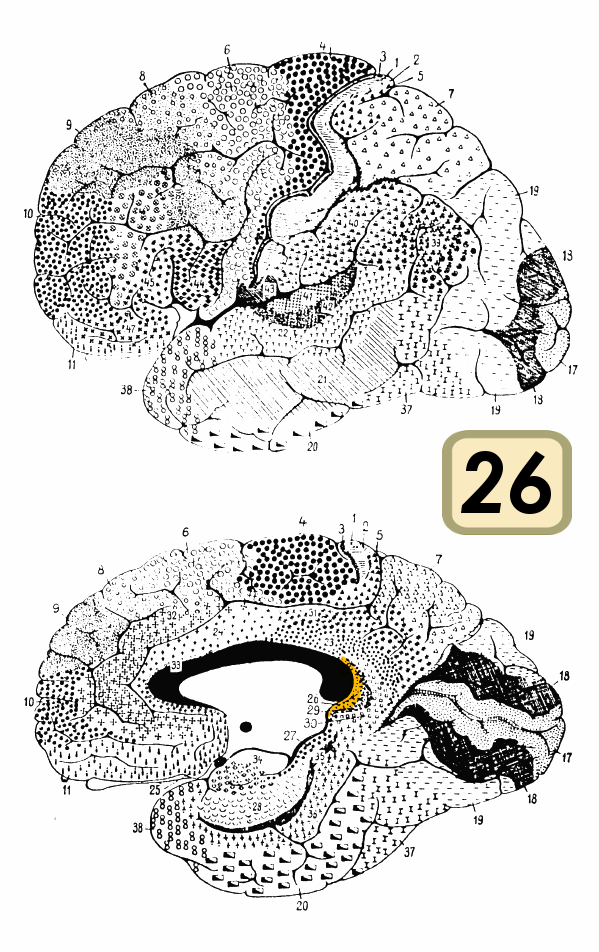
ブロードマンの脳地図における26野。
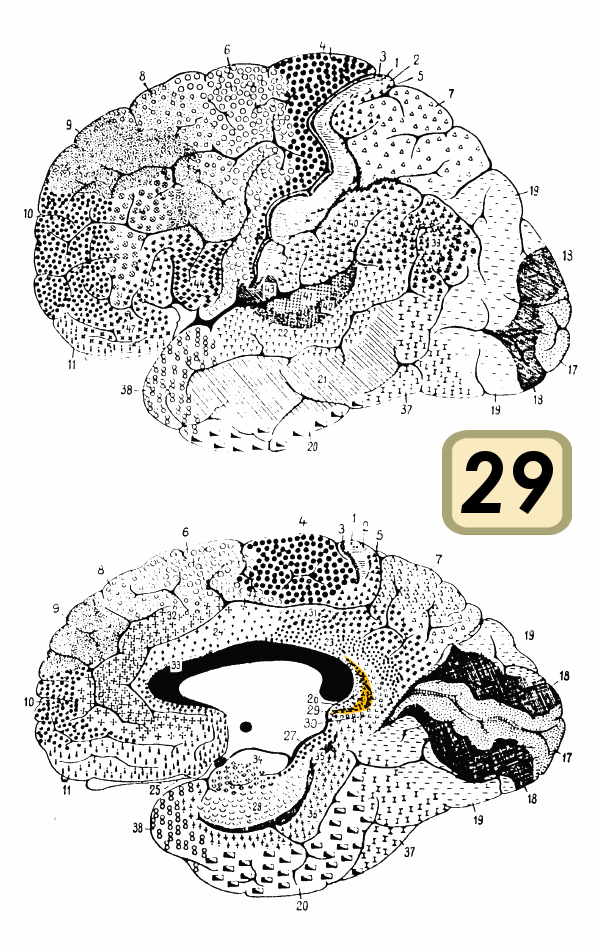
ブロードマンの脳地図における29野。
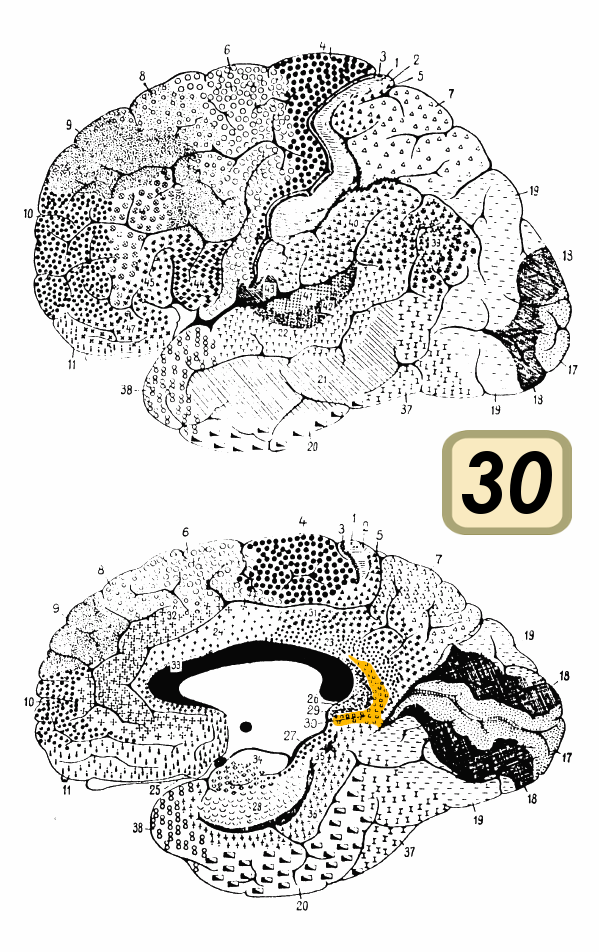
ブロードマンの脳地図における30野。